# Ödernitz
Ödernitz (obersorbisch Wódrjeńca) ist ein Ortsteil der Großen Kreisstadt Niesky im Landkreis Görlitz in Sachsen. Bis 1929 war der Ort eine eigenständige Gemeinde, zu der neben Ödernitz noch der heute zum Nieskyer Kernstadtbereich gezählte Ortsteil Neu-Ödernitz gehörte.

## Lage
Ödernitz liegt in der Oberlausitz, rund 16 Kilometer Luftlinie nordwestlich von Görlitz. Umliegende Ortschaften sind die Stadt Niesky (mit Neu-Ödernitz und Neu-Särichen) im Norden, Horka im Nordosten, Särichen im Südosten, Wilhelminenthal im Süden sowie Jänkendorf und Schäferei im Südwesten.
Ödernitz liegt an der Bundesstraße 115 von Görlitz nach Weißwasser. Rund drei Kilometer westlich des Ortes liegt die Talsperre Quitzdorf.

## Geschichte

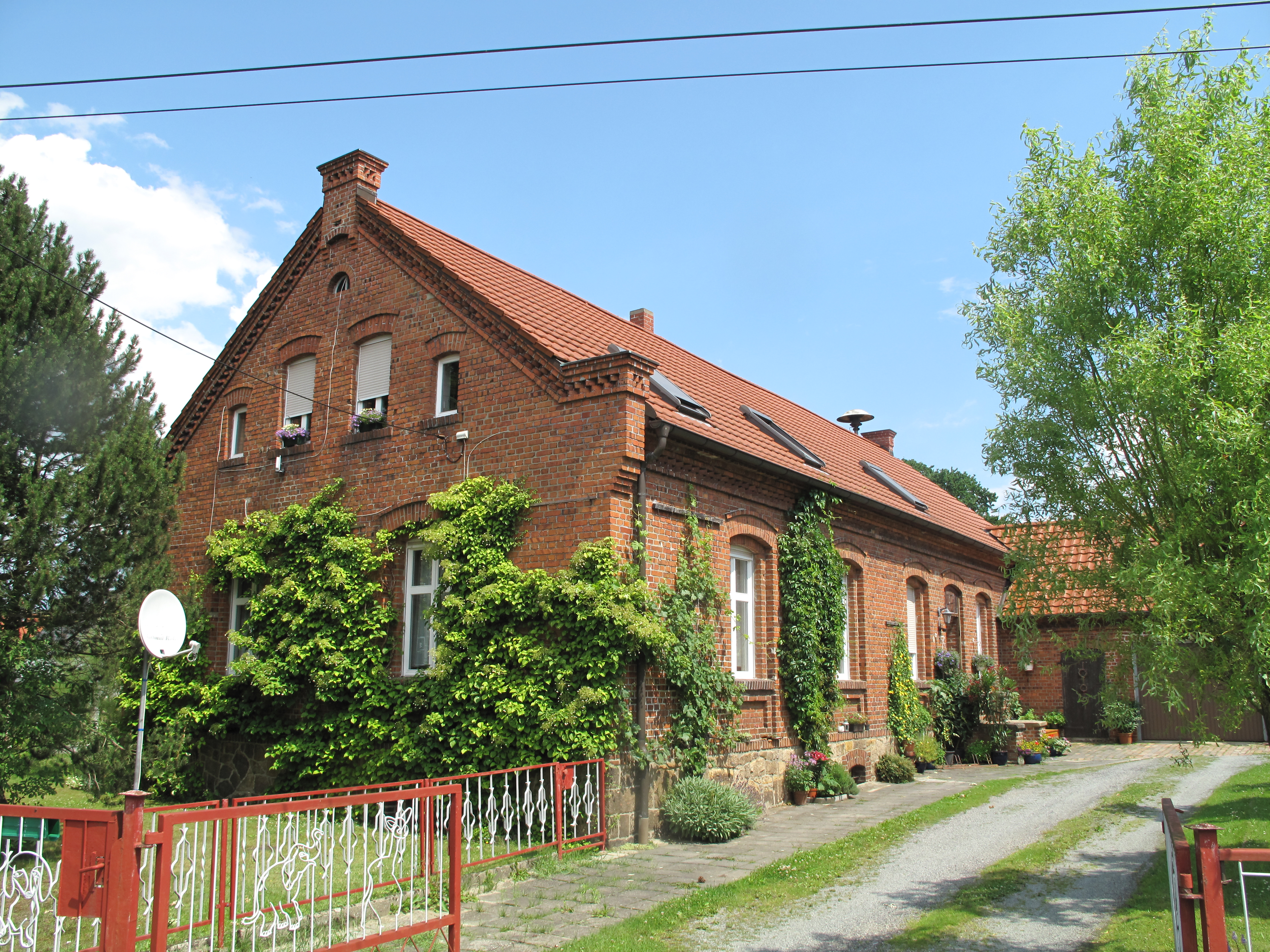
Frühere Dorfschule

Das Straßendorf Ödernitz wurde am 22. Februar 1239 in einer Schenkungsurkunde des böhmischen Königs Wenzel I. an das Kloster St. Marienthal erstmals urkundlich erwähnt. Der Ortsname lautete damals Odreniz und änderte sich im Lauf der Zeit von Odereniz im Jahr 1245 über Odernitz im Jahr 1280 zu Odernicz im Jahr 1457 und schließlich zu Ödernitz. Durch das Dorfpatronat gehörte Ödernitz zu der ebenfalls dem Kloster St. Marienthal zugehörigen Kirchengemeinde Nieder Seifersdorf. Die Einwohner im Vergleich zu denen der umliegenden Dörfer lange katholisch, erst 1564 wurde die Kirchengemeinde reformiert. Im Besitz des Klosters St. Marienthal blieb Ödernitz noch bis 1863.
Durch die auf dem Wiener Kongress beschlossene Teilung des Königreiches Sachsen wurde Ödernitz im Jahr 1815 preußisch und gehörte dort zum Landkreis Rothenburg (Ob. Laus.) im Regierungsbezirk Liegnitz der Provinz Schlesien. 1892 wurde Ödernitz aus der Kirchengemeinde Nieder Seifersdorf in die neu gegründete Kirchengemeinde Niesky umgepfarrt. Im ausgehenden 19. und beginnenden 20. Jahrhundert wurde im nordwestlichen Teil des Ödernitzer Gemeindegebiets an der Bebauungsgrenze mit Niesky die Siedlung Neu-Ödernitz für die Arbeiter des Wagonbauunternehmens Christoph & Unmack gebaut. Dadurch stieg die Einwohnerzahl der bislang kleinen und ländlich geprägten Gemeinde stark an. 1929 wurde Ödernitz nach Niesky eingemeindet. Die Gemeinde hatte damals 2377 Einwohner.
Zwischen 1919 und 1938 sowie zwischen 1941 und 1945 gehörte Ödernitz zur Provinz Niederschlesien, nachdem Ober- und Niederschlesien zwischenzeitlich wieder zusammengeschlossen waren. Nach dem Ende des Zweiten Weltkrieges gehörte das Dorf zuerst zur Sowjetischen Besatzungszone, wo die Stadt Niesky am 16. Januar 1947 zum Landkreis Weißwasser-Görlitz (später Landkreis Niesky) kam. Bei der DDR-Kreisreform am 25. Juli 1952 wurde Niesky mit seinen Ortsteilen Kreisstadt des Kreises Niesky im Bezirk Dresden. Nach der Wiedervereinigung gehörte das Dorf erst zum Landkreis Niesky, der 1994 im Niederschlesischen Oberlausitzkreis aufging. Seit 2008 gehört Ödernitz zum Landkreis Görlitz.

## Bevölkerung
Für das Jahr 1777 waren in Ödernitz zwölf besessene Mann, neun Gärtner und 21 Häusler verzeichnet. 1825 wurden in Ödernitz 344 Einwohner gezählt, 1871 waren es 790 Einwohner. Durch den folgenden Bau der Siedlung Neu-Ödernitz stieg die Einwohnerzahl der Gemeinde stark an. 1895 hatte Ödernitz 902 Einwohner zehn Jahre später wurden 1172 Einwohner gezählt. Zum Zeitpunkt der Auflösung hatte die Gemeinde 2377 Einwohner, die überwiegend in Neu-Ödernitz lebten. Neu-Ödernitz wird heute nicht mehr zum Ortsteil Ödernitz, sondern zur Nieskyer Kernstadt gezählt. Am 31. Dezember 2018 hatte Ödernitz 212 Einwohner.